# Schönwölkau
Schönwölkau település Németországban, azon belül Szászország tartományban. Lakosainak száma 2733 fő (2023. december 31.). Schönwölkau Delitzsch és Löbnitz községekkel határos.

## Népesség
A település népességének változása:
| Lakosok száma | 2464 | 2537 | 2612 | 2685 | 2733 |
|               | 2017 | 2019 | 2021 | 2022 | 2023 |